# Caractéristique d'un anneau
Pour les articles homonymes, voir Caractéristique.
En algèbre, la caractéristique d'un anneau (unitaire) A est par définition l'ordre pour la loi additive de l'élément neutre de la loi multiplicative si cet ordre est fini ; si cet ordre est infini, la caractéristique de l'anneau est par définition zéro.  
On note, pour un anneau unitaire (A, +, ×), 0A l'élément neutre de « + » et 1A celui de « × ». 
La caractéristique d'un anneau A est donc le plus petit entier n > 0 tel que
{\displaystyle {n\mathbin {\text{fois}} 1_{A}=\sum _{i=1}^{n}1_{A}=\underbrace {1_{A}+1_{A}+\cdots +1_{A}} _{n\;{\text{termes}}}=0_{A}}}
si un tel entier existe. Dans le cas contraire (autrement dit si 1A est d'ordre infini), la caractéristique est nulle.
Le sous-anneau de A engendré par 1A, appelé le sous-anneau premier de A, est isomorphe à ℤ/cℤ, où c est la caractéristique de A.
Lorsque l'anneau A est intègre et de caractéristique non nulle, cette caractéristique est un nombre premier et ce sous-anneau premier est un corps fini, appelé le sous-corps premier de A.
Remarque 1 : La présente définition est conforme à des ouvrages publiés au XXIe siècle. Bourbaki dit explicitement ne définir la caractéristique d'un anneau que si cet anneau contient un corps. Lang considère l'idéal de ℤ formé par les n tels que n fois 1A = 0 ; si cet idéal est premier, c'est-à-dire de la forme cℤ où c est zéro ou un nombre premier, il définit la caractéristique de A comme étant le nombre c. Il ne la définit pas dans le cas contraire.
Remarque 2 : Certains auteurs n'exigent pas la présence d'un élément unitaire dans la définition d'un anneau (voir l'article détaillé), une structure souvent appelée pseudo-anneau. Dans ce cas, la définition précédente doit être remplacée par la suivante, plus générale. La caractéristique de A est le plus petit entier n, s'il existe, tel que, pour tout élément a de A, 
{\displaystyle \underbrace {a+\cdots +a} _{n\ {\text{fois}}}=0.}
Si un tel n n'existe pas, la caractéristique est 0.

## L'homomorphisme de Z dansA
Il existe un unique morphisme d'anneaux unitaires {\displaystyle f} de ℤ dans A (ℤ est en effet un objet initial de la catégorie des anneaux). Par définition, si n est un entier strictement positif, on a :
où 1A est répété n fois.
Comme ℤ est un anneau euclidien, le noyau de {\displaystyle f} est un idéal principal et, par définition, la caractéristique de A est son générateur positif. Plus explicitement, c'est l'unique entier naturel n tel que le noyau de {\displaystyle f} soit l'idéal nℤ.

## Propriétés sur les anneaux
- La caractéristique d'un anneau A est l'unique entier n positif ou nul tel que {\displaystyle \mathbb {Z} /n\mathbb {Z} } soit un sous-anneau unitaire de A.
Ceci résulte de la définition ci-dessus et du théorème de factorisation.
On en déduit en particulier :
- Si B est un sous-anneau unitaire de A, alors A et B ont même caractéristique.
- Les anneaux de caractéristique nulle sont ceux dont ℤ est un sous-anneau unitaire. Ils sont donc infinis.
C'est le cas du corps {\displaystyle \mathbb {C} } des nombres complexes et de tous ses sous-anneaux unitaires, comme le corps {\displaystyle \mathbb {R} } des nombres réels ou le corps {\displaystyle \mathbb {Q} } des nombres rationnels.
- Tout anneau totalement ordonné est de caractéristique nulle.
En effet, l'homomorphisme {\displaystyle \mathbb {Z} \to A} est croissant. Tout entier strictement positif est envoyé sur un élément strictement positif de l'anneau, a fortiori différent de 0.C'est par exemple le cas de {\displaystyle \mathbb {R} } (et ses sous-anneaux unitaires).
- Le seul anneau dont la caractéristique vaut 1 est l'anneau nul.
- La caractéristique d'un anneau intègre est soit nulle, soit un nombre premier.

En effet, si {\displaystyle \mathbb {Z} /n\mathbb {Z} } est un sous-anneau unitaire d'un anneau intègre alors il est lui-même intègre, donc n est nul ou premier.
- Pour tout morphisme d'anneaux unitaires g : A → B, la caractéristique de B divise celle de A.
En effet, l'homomorphisme d'anneaux unitaires {\displaystyle \mathbb {Z} \to B} est l'homomorphisme composé g ∘ f. Si p et q sont les caractéristiques respectives de A et de B, le noyau de g ∘ f est donc {\displaystyle q\mathbb {Z} }, or g(f (p)) = g(0A) = 0B, si bien que {\displaystyle q\mathbb {Z} } contient p, autrement dit q divise p.
- Si A est un anneau commutatif, et si sa caractéristique est un nombre premier p, alors pour tous éléments x, y dans A, on a (x + y)p = xp + yp. L'application qui à x associe xp est un endomorphisme d'anneau appelé endomorphisme de Frobenius.
Le résultat découle immédiatement de la formule du binôme de Newton et de ce que p divise les coefficients binomiaux apparaissant dans le développement.
- La caractéristique d'un produit d'anneaux A × B est le P.P.C.M des caractéristiques de ces anneaux.

## Propriétés sur les corps
Comme pour tout anneau intègre, la caractéristique d'un corps K est soit 0, soit un nombre premier p. De plus, dans le second cas, comme pour tout anneau de caractéristique p non nulle, K contient une copie de {\displaystyle \mathbb {Z} /p\mathbb {Z} } qui (puisqu'ici p est premier) est un corps : c'est l'unique corps fini Fp à p éléments.
- Tout corps de caractéristique nulle contient une copie de {\displaystyle \mathbb {Q} }.
En effet, un tel corps K contient déjà (comme tout anneau de caractéristique nulle) une copie de {\displaystyle \mathbb {Z} }. Comme K est un corps, il contient donc le corps des fractions de {\displaystyle \mathbb {Z} }, à savoir le corps {\displaystyle \mathbb {Q} } des rationnels. Tout corps possède donc un sous-corps minimal, son corps premier, isomorphe (selon sa caractéristique) à un corps fini Fp ou au corps {\displaystyle \mathbb {Q} }.
- Tout corps fini a pour caractéristique un nombre premier, et pour cardinal une puissance de ce nombre.
Si K est un corps fini il est, comme tout anneau fini, de caractéristique non nulle. Par ce qui précède, sa caractéristique est donc un nombre premier p et K contient une copie du corps Fp. De fait, K est un espace vectoriel sur Fp. Donc son cardinal est p à la puissance sa dimension (laquelle, de ce fait, est nécessairement finie, autrement dit K est une extension finie de Fp).
- Pour tout nombre premier p, il existe des corps infinis de caractéristique p  :
par exemple le corps des fractions rationnelles sur Fp ou la clôture algébrique de Fp.